# Бодришна Вас
Бодришна Вас (словен. Bodrišna vas) — поселення в общині Шмарє-при-Єлшах, Савинський регіон, Словенія. 
Висота над рівнем моря: 275,5 м.